# Viaplay Group
Viaplay Group (w latach 2018–2022 pod nazwą Nordic Entertainment Group) – szwedzkie przedsiębiorstwo z branży mediowo-rozrywkowej, założone 1 lipca 2018 roku.
Posiada następujące platformy oraz marki: Allente (platforma satelitarna), Viaplay i Viafree (platformy streamingowe), a także bezpłatne kanały telewizyjne: TV3, TV3+, TV3 Puls, TV3 Max (Dania); TV3, V4, TV6 (Norwegia); TV3, TV6, TV8, TV10 (Szwecja). W lipcu 2022 r. Viaplay Group przejęła brytyjskie kanały i platformę streamingową Premier Sports.
W latach 2018–2023 dyrektorem grupy był Anders Jensen. Od czerwca 2023 roku funkcję tę pełni Jorgen Madsen Lindemann. 
Od 20 lipca 2023 r. 12% udziałów w spółce należy do francuskiego koncernu Vivendi, który jest właścicielem m.in. Grupy Canal+. Od tej pory posiada on najwięcej akcji mocno rozdrobnionej spółki. Do Viaplay Group należy jeszcze dziesięć innych podmiotów, wśród których największym akcjonariuszem był do tej pory Norges Bank.